# Ebba Blomstedt
Ebba Josefina Wilhelmina Blomstedt, född 21 augusti 1860 i Stockholm, död 9 april 1953 i Paris, var en svensk-norsk miniatyrmålare.
Hon var dotter till kammarherren Johan Otto Blomstedt och grevinnan Wilhelmina Lovisa Johanna von Schwerin och från 1890 gift med läkaren Kristian Fayer Andvord och mor till Rolf Andvord. Blomstedt studerade måleri för Elise Bergman i Stockholm. Efter studierna flyttade hon till Oslo och var där verksam som miniatyrmålare.  